# Robin's Nest
Robin's Nest és un sitcom britànic fet per Thames Television, que fou emès per la xarxa ITV durant sis temporades series de l'11 de gener de 1977 al 31 de març de 1981. Fou protagonitzada per Richard O'Sullivan com Robin Tripp, un dels tres protagonistes principals del sitcom Man about the house, que va acabar el 7 d'abril de 1976, i coprotagonitzat per Tessa Wyatt com la xicota de Robin – i després esposa – Vicky, i Tony Britton com el seu pare.

## Format
En el primer episodi Robin i Vicky, que comparteixen pis sobre un "take-away" xinès, descobreixen que els inquilins han desaparegut deixant a deure el lloguer al propietari, el pare de Vicky, James Nicholls. És la pràctica Vicky qui arriba amb la solució perfecta: Robin hauria de fer-se càrrec del "take-away" i convertir-lo en un bistrot (El "niu de Robin" del títol). Robin no es pot permetre fer-ho sol, per la qual cosa demana ajuda al pare de Vicky, James Nicholls (Tony Britton), per demanar-li que sigui el seu soci comercial. Tot i que Nicholls desaprova Robin (creu que està per sota de la seva filla), considera que se li ofereix un bon negoci, ja que malgrat els seus fracassos, Robin és un xef brillant, i accepta. Es produeixen moltes tensions i malentesos per la seva desagradable relació.
Els creadors i escriptors Brian Cooke i Johnnie Mortimer van haver d'obtenir un permís especial de l'IBA (l'aleshores òrgan de govern d'ITV a Gran Bretanya) per poder retratar una parella soltera que vivia junta; hi havia una preocupació especial per les escenes en què Robin i Vicky es veien en situació evident de despullar-se al llit. El 1978, Robin i Vicky es van casar i després van tenir bessons.

## Altres personatges
Altres personatges de la sèrie són:
- El cuiner manxol irlandès, Albert Riddle (David Kelly), que sempre trencava vaixella que no netejava i que demanava consells culinaris a Robin; incapaç de cuinar ous en la torrada, li va preguntar a Robin "Com podeu deixar que els ous marxin cap a la part inferior de la torradora, Mr Tripp?".
- De vegades apareixia la mare de Vicky, Marion (divorciada del seu pare), interpretada primer per Honor Blackman, després per Barbara Murray.
- Gertrude, la núvia d'Albert, interpretada per l'ex-actriu de Crossroads Peggy Aitchison.

La sèrie fou refeta als Estats Units com a Three's a Crowd, una seqüela de Three's Company, basada en Man about the house, però no va tenir èxit. En 2004 es va emetre una versió polonesa anomenada Dziupla Cezara.

## Tema musical
El protagonista de la sèrie Richard O'Sullivan va escriure el tema musical de la sèrie, que fou interpretat i arranjat pel membre de The Shadows Brian Bennett.

## Edició en DVD
Totes les sis temporades de Robin's Nest foren editades en DVD al Regne Unit (Region 2). Les sis temporades han estat llançades en DVD a Austràlia el 2 d'abril de 2009. Després d'un llarg retard, la temporada 3 van ser editada el 3 d'octubre de 2012, la temporada 4 el 6 de març de 2013 i la temporada 5 i 6 el 4 de setembre de 2013.
| DVD                                                      | Data d'edició          |
| -------------------------------------------------------- | ---------------------- |
| The Complete Series 1                                    | 24 de setembre de 2007 |
| The Complete Series 2                                    | 19 de novembre de 2007 |
| The Complete Series 3                                    | 26 de maig de 2008     |
| The Complete Series 4                                    | 21 de juliol de 2008   |
| The Complete Series 5                                    | 1 de setembre de 2008  |
| The Complete Series 6 The Complete Series 1 to 6 Box Set | 3 de novembre de 2008  |